# Al-Insan
Al-Insan (L'Uomo) è la settantaseiesima Sura del Corano, una sura meccana composta da 31 versetti. Essa tratta principalmente della ricompensa divina per i giusti e la punizione per i miscredenti, incoraggiando i credenti a praticare la carità e a essere pazienti di fronte alle avversità.

## Contenuto

### La Creazione dell'Uomo
Versetti 1-3: Viene descritta la creazione dell'uomo da una goccia di sperma, evidenziando la fragilità e l'umiltà dell'uomo di fronte alla grandezza di Allah.

### La Promessa di Ricompensa
Versetti 4-15: Si descrive la ricompensa che attende i giusti nei giardini del Paradiso, dove godranno di piaceri e benedizioni eterni.

### L'Invito alla Gratitudine
Versetti 16-22: I credenti sono invitati a essere grati per le benedizioni di Allah e a dimostrare la loro gratitudine praticando la carità e mantenendo la loro promessa nei confronti di Allah.

### La Punizione per i Miscredenti
Versetti 23-31: Viene descritta la punizione che attende i miscredenti nell'Inferno, dove saranno tormentati con fuoco e acqua bollente a causa delle loro azioni malvagie e della loro negligenza verso Allah.

## Analisi
La Sura Al-Insan (o Ad-Dahr) è importante perché offre un quadro della ricompensa divina per i giusti e della punizione per i miscredenti, invitando i credenti a praticare la carità e a dimostrare la loro gratitudine per le benedizioni di Allah. Essa sottolinea l'importanza della fede e della devozione verso Allah come via verso la ricompensa eterna nel Paradiso e mette in guardia contro l'ignoranza e la negligenza che possono portare alla punizione nell'Inferno. La sura è quindi significativa per la sua testimonianza della giustizia divina e della responsabilità umana di fronte alla vita dopo la morte.